# Toxicochlespira
Toxicochlespira is een geslacht van weekdieren uit de klasse van de Gastropoda (slakken).

## Soort
- Toxicochlespira pagoda Sysoev & Kantor, 1990